# Рав (амора)
Рав (полное имя — А́бба бар А́йбу) (Кафри, Персия, около 175 года — Сура, Персия, 247 год) — амора первого поколения, основатель и глава йешивы в Суре. Известен также под прозвищем А́бба А́риха (иуд.-арам. אבא אריכא‎ — «Абба долговязый»), данным ему за высокий рост.

## Биография
Рав родился в родовитой семье, ведущей своё происхождение от брата царя Давида Шмаи, (по другой версии, от самого царя Давида). Его семья проживала в городке Кафри недалеко от Суры. Рав осиротел в юном возрасте. После смерти родителей он переехал в Землю Израиля, где проживал его дядя, знаменитый законоучитель, р. Хия. Дядя обеспечивал Рава всем необходимым и обучал его. Рав ездил по поручениям своего дяди и участвовал в его делах.
Рав учился в йешиве рабби Иехуда ха-Наси и быстро стал одним из лучших учеников. В определённый момент Рав стал самым молодым членом санедрина р. Иехуды а-Наси. Кроме практической галахи в область интересов Рава входила и каббала, в Талмуде встречаются его аггадические высказывания на эту тему.
После смерти р. Иехуды ха-Наси Рав на какое-то время переехал в Персию, затем вернулся и учился у р. Гамлиэля, сына р. Иехуды. В 219 году он окончательно переехал в Персию. Не найдя себе достойного места в существующих еврейских академиях Персии, Рав основал свою йешиву в Суре (которая просуществовала около 800 лет). Его выдающийся уровень знаний притянул к нему большое количество учеников, так что вскоре йешива Суры стала самым значительным источником еврейского закона в Персии. Количество постоянных учеников йешивы во времена Рава достигало 1200 человек.
Рав скончался в 247 году. Он был похоронен в родном Кафри в семейном склепе.

## Семья
Известно, что у Рава было два сына и три дочери. Его сын, р. Хия бар Рав, стал выдающимся законоучителем следующего поколения. Второй его сын, Айбу, занимался торговлей. Одна из его дочерей была замужем за р. Хананом бар Рава. Вторая была замужем за сыном эксиларха и родила двух сыновей, раббана Уква и раббана Нехемия, каждый из которых в свою очередь стал эксилархом. У Рава было ещё двое внуков от другой дочери: Айбу и Хезкия.

## Авторитет Рава
Несмотря на свою выдающуюся учёность, посвящение в раввины (смиха), которое Рав получил от своего учителя рабби Иехуды ха-Наси, имело ограничения. Во время своего первого возвращения в Персию Рав продолжал посылать р. Иехуде вопросы, на которые у него не было ответа. После смерти р. Иехуды Рав, вернувшийся в Землю Израиля, попросил у сына р. Иехуды и его преемника, р. Гамлиэля, завершить его посвящение в раввины, но получил отказ мотивированный тем, что р. Гамлиэль не считал, что он вправе изменять полномочия данные его отцом.
Несмотря на то, что хронологически Рав относится к первому поколению амораев, его участие в санедрине р. Иехуды ха-Наси по мнению его учеников и последователей возводит его в ранг таннаев, то есть даёт ему право оспаривать утверждения таннаев. Кроме того есть мнение, что некоторые его утверждения приведены в барайтах под именем рабби Абба. У Рава нет авторства в мишне.

## Рав и Шмуэль
Отношения между двумя выдающимися лидерами еврейской общины, Равом и Шмуэлем были непростыми. С одной стороны разногласия между ними вынудили Рава покинуть академию Шмуэля в городе Негардея и основать собственную йешиву в Суре. С другой стороны, они глубоко уважали друг друга и каждый из них, находясь в гостях у другого, следовал обычаям хозяина, даже если они не соответствовали их собственным. В галахе принят принцип, что в случае различия мнений Рава и Шмуэля в области разрешённого и запрещённого, закон следует мнению Рава, а в области денежных взаимоотношений — мнению Шмуэля. Дискуссии Рава и Шмуэля являются важной составляющей как Вавилонского, так и Иерусалимского талмудов.